# یواس‌اس کریلو (آی‌دی-۱۴۰۶)
یواس‌اس کریلو (آی‌دی-۱۴۰۶) (به انگلیسی: USS Carrillo (ID-1406)) یک کشتی بود که طول آن ۳۹۴ فوت (۱۲۰ متر) بود. این کشتی در سال ۱۹۱۱ ساخته شد.